# ماتیو دل نگرو
ماتیو دل نگرو (انگلیسی: Matthew Del Negro؛ زادهٔ ۲ اوت ۱۹۷۲) یک هنرپیشه اهل ایالات متحده آمریکا است.
از فیلم‌ها یا برنامه‌های تلویزیونی که وی در آن نقش داشته است می‌توان به تعقیب آتشین و سلست و جس برای همیشه اشاره کرد.